# يوفنتوس تي في
يوفنتوس تي في (بالفرنسية: J TV) هي قناة تلفزية إيطالية خاصة بنادي يوفنتوس تأسست عام 2006.
تملك حقوق نادي يوفنتوس تبث جميع مباريات يوفنتوس بعد 24 ساعه وتبث تمارين الفريق
تقدم القناة لمحبي يوفنتوس مقابلات حصرية مع لاعبين وموظفين، مباريات كاملة، بما في ذلك جميع مباريات دوري الدرجة الأولى الإيطالي وكأس إيطاليا والألعاب في مسابقات UEFA (على الرغم من عدم بثها مباشرة) والمباريات الكلاسيكية والأخبار الكروية وبرامج أخرى ذات موضوعات.

## شعار القناة

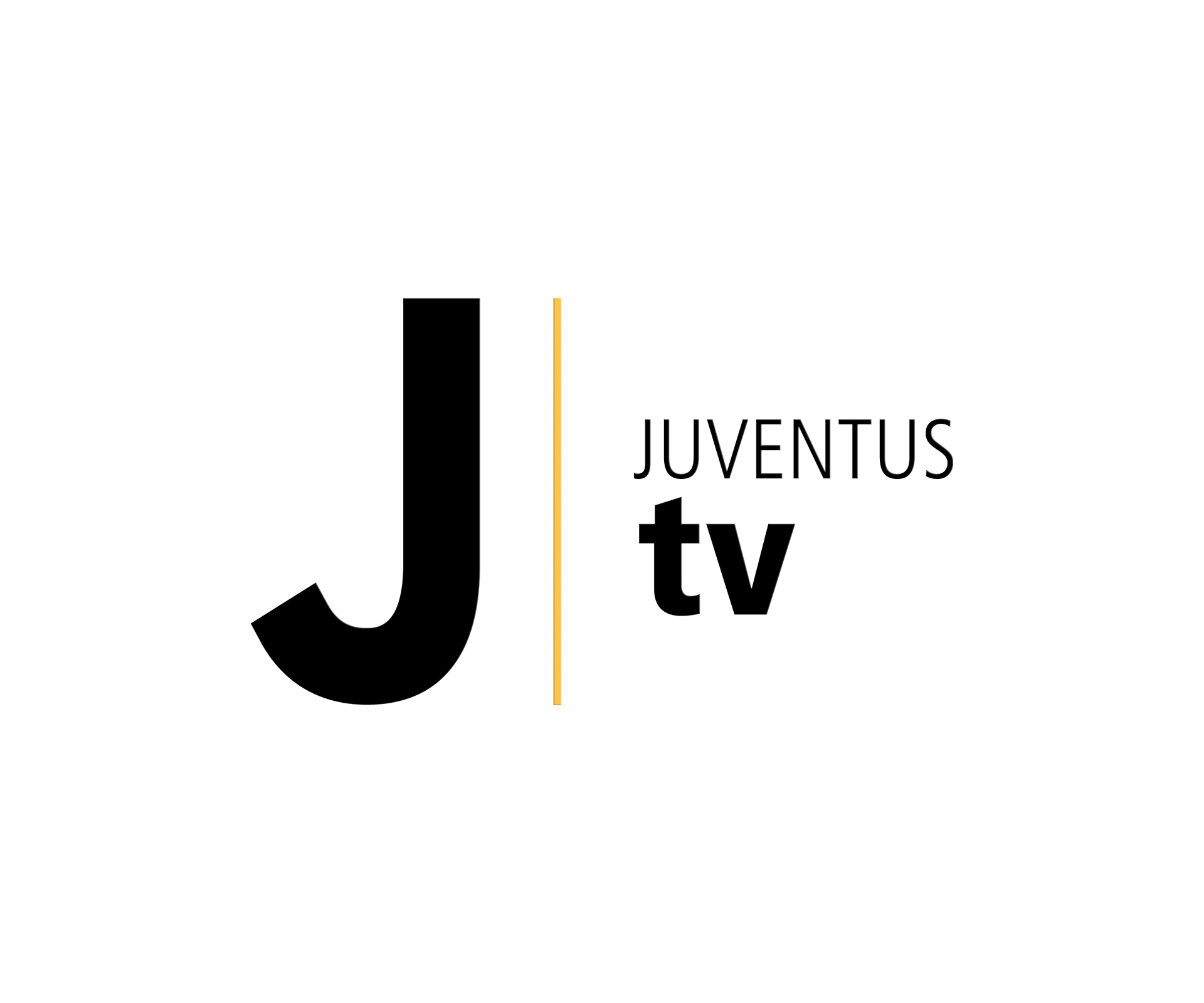
شعار القناة 2013-2017
شعار قناة 2017-الآن

## حقوق القناة في الشرق الأوسط
تبث قناة يوفنتوس عبر قناة بيراميدز الفضائية